# Sanous
 Sanous  es una comuna y población de Francia, en la región de Mediodía-Pirineos, departamento de Altos Pirineos, en el distrito de Tarbes y cantón de Vic-en-Bigorre.
Su población en el censo de 1999 era de 75 habitantes.
Está integrada en la Communauté de communes Vic-Montaner.

## Demografía
| 71 | 66 | 67 | 68 | 74 | 75 |
| Para los censos de 1962 a 1999 la población legal corresponde a la población sin duplicidades (Fuente: INSEE [Consultar]) |    |    |    |    |    |